# Tarhuna
Tarhuna là một thành phố của Libya. Thành phố Tarhuna có diện tích  km², dân số thời điểm năm 2006 là 50.715 người. Đây là thành phố lớn thứ 15 tại Libya. Thành phố cổ này có cự ly 80 km về phía đông nam của Tripoli, quận Al Murgub. Thành phố này có nguồn gốc tên của cư dân thời kỳ tiền La Mã, một bộ lạc Berber. Thành phố được gọi là al-Boirat trong thế kỷ 19 qua giữa thế kỷ 20, nhưng cho rằng nó tên hiện tại sau khi độc lập Libya.
Vùng đô thị bao gồm cả Msillata, có một dân số đô thị khoảng 296.000 (ước tính 2003). Tarhuna là một nhà sản xuất hàng đầu của dầu ô liu, ngũ cốc, quả sung, nho, sparto cỏ, và các loại hạt khác nhau.
Thành phố có một đài tưởng niệm Ali Swidan Alhatmy một anh hùng trong trận chiến 18 năm 1915 tháng sáu của El-Shqiga chống lại người Ý. Ông bị bắt vào năm 1922 và treo cổ của người Ý ở quảng trường thị trấn.